# Selens
Selens ist eine französische Gemeinde mit 207 Einwohnern (Stand: 1. Januar 2022) im Département Aisne in der Region Hauts-de-France (vor 2016: Picardie). Sie gehört zum Arrondissement Laon, zum Kanton Vic-sur-Aisne und zum Gemeindeverband Picardie des Châteaux.

## Geografie
Die Gemeinde Selens liegt zehn Kilometer südlich von Chauny und 20 Kilometer nordwestlich von Soissons. Umgeben wird Selens von den Nachbargemeinden Trosly-Loire im Nordosten und Osten, Vézaponin im Südosten, Morsain im Süden, Vassens im Südwesten sowie Saint-Aubin im Westen und Nordwesten.

## Bevölkerungsentwicklung
| Jahr                       | 1962 | 1968 | 1975 | 1982 | 1990 | 1999 | 2006 | 2016 | 2022 |
| Einwohner                  | 249  | 224  | 198  | 222  | 214  | 209  | 237  | 251  | 207  |
| Quellen: Cassini und INSEE |      |      |      |      |      |      |      |      |      |

## Sehenswürdigkeiten
- Kirche Notre-Dame